# Hemimysis
Hemimysis is een geslacht van aasgarnalen uit de familie van de Mysidae.

## Soorten
- Hemimysis abyssicola G.O. Sars, 1869
- Hemimysis anomala G.O. Sars, 1907 (Kaspische aasgarnaal)
- Hemimysis lamornae (Couch, 1856) (Roodbuikaasgarnaal)
- Hemimysis maderensis Ledoyer, 1989
- Hemimysis margalefi Alcaraz, Riera & Gili, 1986
- Hemimysis serrata Bacescu, 1938
- Hemimysis sophiae Ledoyer, 1989
- Hemimysis speluncola Ledoyer, 1963
- Hemimysis spinifera Ledoyer, 1989